# Jonquières, Hérault
Jonquières là một xã thuộc tỉnh Hérault trong vùng Occitanie phía nam nước Pháp. Xã này nằm ở khu vực có độ cao 94-126 mét trên mực nước biển. Dân số thời điểm năm 1999 là 368 người.